# Joachim Widera
Joachim Widera (* Dezember 1929 in Hindenburg; † 24. Oktober 1994 in Aachen) war ein deutscher Journalist.
Stationen seiner journalistischen Laufbahn waren Mannheim (Mannheimer Morgen), Saarbrücken (Saarbrücker Zeitung), Aachen (Pressesprecher des Bistums Aachen unter Bischof Klaus Hemmerle). Von einiger Bedeutung war seine aus Anlass des bevorstehenden Katholikentages in Aachen verfasste Schrift Katholikentage in Aachen (1986) sowie seine grundlegende Arbeit zur Frage nach den Möglichkeiten und Grenzen der volkskundlichen Interpretation von Hausinschriften (1990).

## Leben
Geboren wurde Widera in der oberschlesischen Industriestadt Hindenburg. Nach seiner Volksschulzeit dort und in Bergstadt besuchte er bis zum Herbst 1944 die Oberschule in der Kreisstadt Cosel. Als am 19. Januar 1945 russische Truppen die Grenze Oberschlesiens überschritten und die Lage für den deutschen Obergerichtsvollzieher Johann Widera und seine Familie bedrohlich wurde, floh diese über Berlin in die britische Besatzungszone. Dort wurden sie als Ostvertriebene dem Kreis Vechta i.O. zugewiesen, wo Joachim Widera schon bald wegen seiner schulischen Leistungen auffiel, sodass er eine Schulkasse überspringen durfte. Im März 1949 bestand er als Klassenbester das Abitur am Gymnasium Antonianum zu Vechta. Noch im selben Jahr begann er das Studium der Geschichte (mit Politikwissenschaft), der Kirchengeschichte, Germanistik und Philosophie an der Universität Freiburg.
Hier lernte er Johannes Vincke kennen, in dessen Hausinschriftenkreis er bald aufgenommen wurde. Nach je einem Studiensemester in Heidelberg und Göttingen begann er sich in Freiburg unter Leitung von  Vincke intensiv mit der Hausinschriftenkultur zu befassen und plante die Veröffentlichung einer „Inschriften-Arbeit“, zu der es aber erst im Jahre 1989 kam: Unter dem Titel Möglichkeiten und Grenzen volkskundlicher Interpretationen von Hausinschriften reichte Joachim Widera seine grundlegende Dissertation bei  Lutz Röhrich ein. In überarbeiteter Form wurde sie 1990 in der von Röhrich herausgegebenen Reihe Artes Populares: Studia Ethnographica et Folkloristica publiziert. Eingehender befasst sich der Artikel zum Vincke-Hausinschriften-Kreis mit den grundlegenden Erkenntnissen von Joachim Wideras Studie.
Stationen seiner Tätigkeit
- 1956–1958: Volontär bei der Badischen Zeitung
- 1958–1960: wissenschaftlicher Mitarbeiter am Institut für Kirchengeschichte und Religiöse Volkskunde von Johannes Vincke
- 1960–1963: Redakteur beim Mannheimer Morgen
- 1963–1965: Chefredakteur der Werkszeitschrift Keramos und Leiter der Pressestelle von Villeroy & Boch
- 1965–1979: Redakteur bei der Saarbrücker Zeitung
- 1979–1989: Leitung der Pressestelle des Bistums Aachen, Pressesprecher von Bischof Klaus Hemmerle.

## Auszeichnungen
1989 Bundesverdienstkreuz am Bande des Verdienstordens der Bundesrepublik Deutschland

## Publikationen (Auswahl)
- Katholikentage in Aachen: Umfeld – Aufgaben – Ausstrahlung. Aachen 1986
- Möglichkeiten und Grenzen volkskundlicher Interpretationen von Hausinschriften. Frankfurt a. M. 1990